# Antonín Mušek
Antonín Mušek (11. prosince 1821 Praha-Nové Město – 8. března 1875 Kroměříž) byl český herec a průkopník českého herectví.

## Život
Jeho otec byl zámečnický mistr a jeho bratrem byl herec Hynek Mušek. Sám měl sedm dětí a byl strýcem známějšího herce, režiséra, autora a překladatele Karla Muška (1867–1924). V mládí pracoval jako finanční strážník.
V roce 1852 odešel do divadelní společnosti Josefa Aloise Prokopa, kde začal pracovat jako herec. Po roce přešel do Zöllnerovy společnosti, kde působil do roku 1862 po boku Josefa Kajetána Tyla. V roce 1864 působil jako správce německé Szeningovy společnosti, kterou pomáhal přeměnit na českou společnost. Roku 1865 získal vlastní hereckou koncesi pro všechna moravská města vyjma Brna a Olomouce. V jeho společnosti působili kromě jiných také Josef Ladislav Turnovský a Anna Rajská, vdova po Josefu Kajetánovi Tylovi, a Tylova dcera Marie, která v roce 1868 zemřela v Morkovicích na neštovice. Roku 1866 v Třebíči zemřela jeho manželka Johanna na epidemii cholery, kterou do Čech zavlekli pruští vojáci během prusko-rakouské války. Její ztrátu nesl velmi těžce a za čas sám vážně onemocněl.
Antonín Mušek zemřel 8. března 1875 v Kroměříži na zápal plic. Po jeho smrti společnost Antonína Muška zanikla. Jeho synové Antonín Mušek ml. (1851–1933), Jaroslav (1853–1893) a František (* 1858) byli také herci. Dcera Anna se provdala za herce Ferdinanda Kaňkovského.